# 以色列報復伊朗計劃洩露事件
2024年10月18日，Telegram頻道發佈兩份美國國家安全局和美國國家地理空間情報局洩露的機密文件。這些文件涉及以色列針對2024年10月伊朗空襲以色列後所擬定的報復計劃，文件披露美方記錄的具體細節，包括以色列軍事準備措施，例如空軍演習、軍事無人機部署及先進彈藥的轉移。美國情報機構也透過衛星成像來監控以色列空軍。文件中一份內容甚至暗示以色列與美國一直拒絕公開承認的事項：以色列擁有核武器。此外，洩密內容顯示，美國對伊朗的情報監控在為以色列計劃的軍事行動提供情報支援方面扮演了關鍵角色。

## 洩密
2024年10月18日，這些機密文件公佈於在名為「中東觀察者」的Telegram頻道上。文件日期為2024年10月15日和16日。發佈文件的用戶聲稱，這些文件是由美國情報界的一名成員洩露，後來又稱其為美國國防部的成員。三名美國安全官員向美聯社報告這一洩密事件，而第四名官員則評估這些文件極有可能是真實的。

### 文件內容
兩份洩露的機密文件詳細列出以色列為報復2024年10月伊朗空襲以色列軍事基地所採取的準備措施，這些措施包括重新安排和轉移進行襲擊所需的先進彈藥及軍事資產、以色列無人機針對伊朗目標的飛行路線和打擊計劃，以及以色列空軍進行的大規模演習。該演習可能涉及戰鬥機與情報飛機的配合，以及空對地導彈的使用。其中一份文件暗示以色列擁有核武器。這兩份文件均標示為「絕密」及「NOFORN」（不向外國國民公開），然而文件中的某些信息仍然在美國、加拿大、英國、澳大利亞和新西蘭的安全官員之間共享，這些國家共同組成五眼情報聯盟。
其中一份文件是一份據稱來自美國國家地理空間情報局的圖像情報報告，該報告在洩露前一週內分發，內容完全是衛星影像的分析。這份洩露文件的風格與2024年3月由美國空軍國民警衛隊成員傑克·特謝拉洩露美國國家地理空間情報局俄烏戰爭相關文件事件相似。
根據洩露的資料，美國發現自10月8日起，以色列空軍一直在處理包括16枚金色地平線導彈和至少40枚岩石空射彈道導彈，這些武器均位於哈澤里姆空軍基地。

### 分析
《Axios》記者巴拉克·拉維德指出，這次洩密的可能動機是為干擾或延後以色列對伊朗的報復行動，文件內容則顯示美國情報機構高度參與協助以色列為襲擊伊朗做出詳細準備。此外，文件透露美國衛星用於監控以色列空軍的行動，進一步突顯這次安全洩漏的嚴重性。
CNN記者娜塔莎·伯特蘭與亞歷克斯·馬夸特指出，這起洩密事件可能會在以色列—哈馬斯戰爭及其與伊朗代理人衝突之際，使本已複雜的以美外交關係更趨緊張。前中情局官員及前中東安全專家米克·馬爾羅伊表示，若文件真實性獲得確認，這將因信任徹底破裂而影響以色列與美國未來的合作與關係。

## 反應
五角大樓和國家情報總監均確認注意到機密文件洩露，但並未進一步說明細節。聯邦調查局拒絕對此洩密事件發表評論。一名不具名的美國官員形容此次洩密「極具隱憂」。
以色列國防軍對機密文件洩露未作任何回應。一名以色列高層官員透露，以色列國防軍已知悉此洩密事件，並正「非常認真」看待此事。

### 調查
美國安全官員迅速展開調查，以了解洩密事件的性質，包括文件是如何被獲取及分享，以及參與洩密者的身份與背景。調查還包括確定洩密者是否來自美國政府、是否通過駭客攻擊或數據洩露取得文件，以及是否還有其他機密信息被獲取並可能面臨外洩風險，尤其是被公開或落入敵對勢力手中的風險。